# Gran Coclé

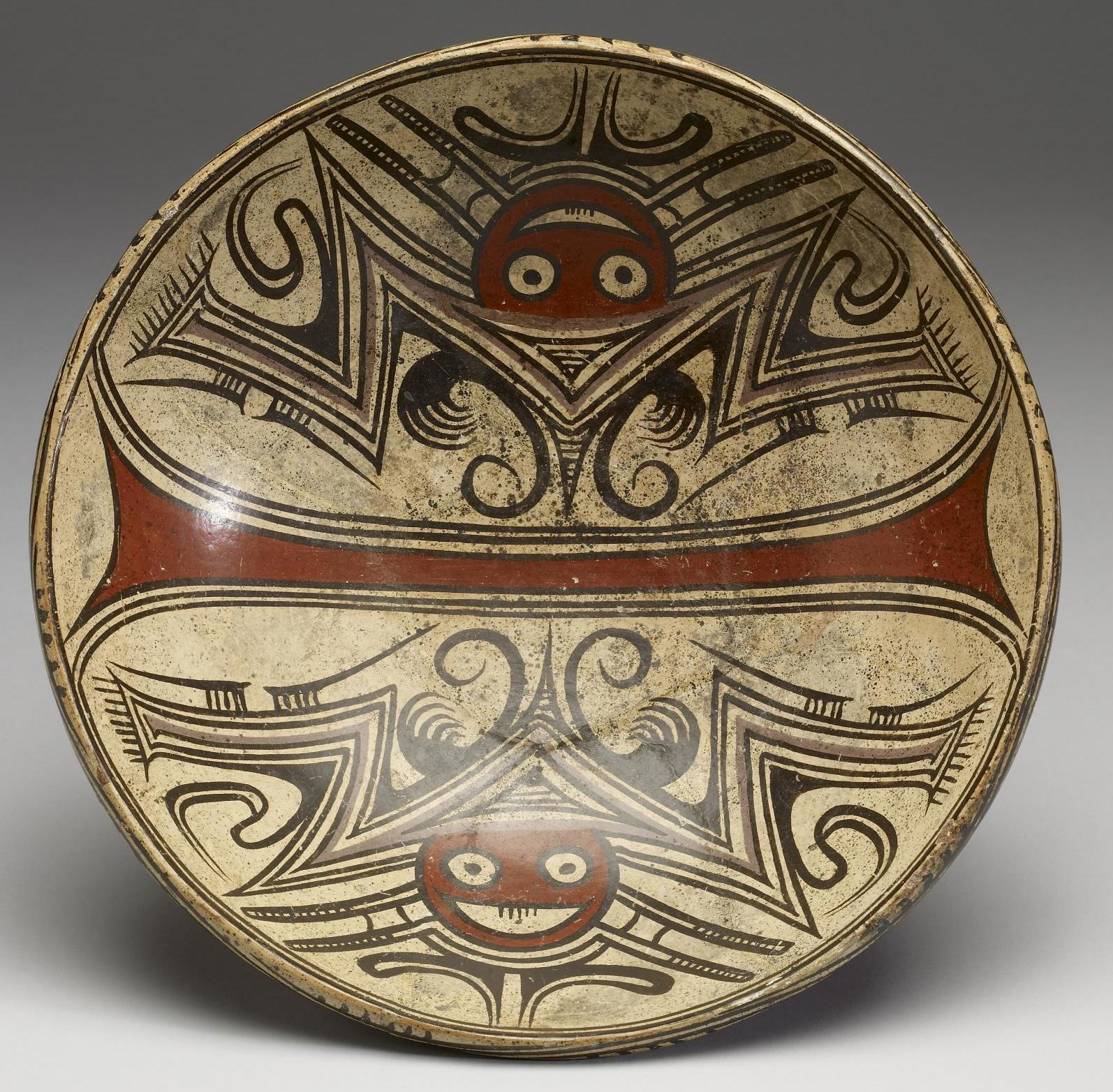
Plato de pedestal del 600-800 d.C.. Se cree que las figuras opuestas son un chamán en vuelo mágico, como un murciélago. Colección del Museo Walters de Arte.

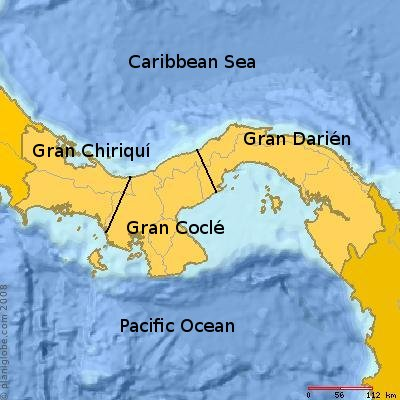
Localización geográfica del Gran Coclé.

Gran Coclé es un área cultural arqueológica del Área Intermedia al sur de la América Central precolombina. El área se corresponde principalmente a la actual provincia de Coclé y la Península de Azuero, en Panamá y consistía de un número identificable de culturas aborígenes. Los arqueólogos designaron estas culturas vagamente de acuerdo a su cerámica, principalmente cuencos. Abarca diferentes períodos, desde el poco estudiado, período La Mula que va del 150 a. C. hasta el 300 d. C. Luego le siguió el período Tonosí, del 300 d. C. al 550 d. C., y por el período Cubitá, del 550 d. C. al 700 d. C. Al parecer, una cultura aborigen americana con rasgos unificados floreció en esta área en el período que abarca aproximadamente del 1200 a. C. hasta el siglo XVI.
Los arqueólogos que han trabajado a intervalos desde 1920, descubrieron ruinas y entierros que contenían artefactos sorprendentes. Estos incluían oro trabajado y otros metales, hueso tallados, conchas y marfil de ballena, textiles, joyas con piedras semi-preciosas y cuencos. El trabajo en oro de Coclé era intercambiado a lo largo de la región, y se ha encontrado tan lejos, como en Chichen Itzá en Yucatán. La gran colección de cerámica se destaca por el fuerte diseño estructural que consiste en el uso de peces, aves, animales y figuras humanas en su decoración.
Gran parte de este patrimonio panameño sólo se puede apreciar en museos de Estados Unidos y en Chile.